# ارون روبن
ارون روبن (انگلیسی: Aaron Ruben؛ ۱ مارس ۱۹۱۴ – ۳۰ ژانویهٔ ۲۰۱۰) یک کارگردان تلویزیونی، تهیه‌کننده تلویزیونی و نویسنده اهل ایالات متحده آمریکا بود. وی بین سال‌های ۱۹۵۲ تا ۱۹۹۶ میلادی فعالیت می‌کرد.
از فیلم‌ها یا مجموعه‌های تلویزیونی که وی در آن‌ها نقش داشته است، می‌توان به اندی گریفیت شو ، کمدین و گومر پایل، یو.اس.ام.سی. اشاره نمود.